# Campeonato Mineiro de Futebol de 2018 - Segunda Divisão
O Campeonato Mineiro de Futebol de 2018 - Segunda Divisão, foi a 34ª edição do campeonato estadual de Minas Gerais equivalente à terceira divisão. O torneio contou com a participação de 13 equipes e foi realizado entre os dias 5 de agosto e 28 de outubro.

## Regulamento
PRIMEIRA FASE: Todas as treze equipes disputaram entre si em turno único, totalizando 12 jogos cada uma em 13 rodadas. As quatro primeiras colocadas garantem vaga nas semifinais.

### Critérios de desempate
Caso haja empate de pontos entre dois clubes, os critérios de desempates serão aplicados na seguinte ordem:
1. Número de vitórias
2. Saldo de gols
3. Gols marcados
4. Confronto direto
5. Número de cartões vermelhos
6. Número de cartões amarelos
7. Sorteio público na sede da FMF

SEMIFINAIS E FINAL: Soi disputada uma fase eliminatória (conhecida como "mata-mata", com semifinais e final), com confrontos de ida e volta. O chaveamento é dado da seguinte forma: 1° melhor colocado x 4° melhor colocado, 2° melhor colocado x 3° melhor colocado nas semifinais. Na final, o vencedor de cada confronto disputarão duas partidas, com o mando de campo do segundo jogo para a equipe que tiver somado o maior número de pontos em toda a competição.
Semifinal e Final
1. Saldo de gols
2. Melhor campanha na primeira fase

## Participantes
| Equipe                           | Cidade           | Em 2017  | Estádio                             | Capacidade    | Títulos            |
| -------------------------------- | ---------------- | -------- | ----------------------------------- | ------------- | ------------------ |
| Araxá Esporte Clube              | Araxá            | 11º (II) | Estádio Fausto Alvim                | 5.500         | 5 (último em 2011) |
| Athletic Club                    | São João del-Rei | -        | Estádio Joaquim Portugal            | 3.500         | 0                  |
| Betis Futebol Clube              | Ouro Branco      | 9º       | Estádio José Mapa Filho             | 5.000         | 0                  |
| Boston City Futebol Clube Brasil | Manhuaçu         | -        | Estádio Juscelino Kubitschek        | 5.000         | 0                  |
| Coimbra Esporte Clube            | Belo Horizonte   | 3º       | Estádio Castor Cifuentes            | 5.160         | 0                  |
| Minas Boca Futebol               | Sete Lagoas      | -        | Arena do Jacaré                     | 19.834        | 1 (em 2012)        |
| Montes Claros Futebol Clube      | Montes Claros    | -        | Estádio José Maria de Melo          | 5.000         | 0                  |
| Passos Futebol Clube             | Passos           | -        | Estádio Farião/ Arena do Calçado[a] | 4.181/ 10.000 | 1 (em 1998)        |
| Sociedade Esportiva Patrocinense | Patrocínio       | -        | Estádio Júlio Aguiar                | 1.500         | 0                  |
| Ponte Nova Futebol Clube         | Ponte Nova       | 7º       | José Mammoud Abbas                  | 8.678         | 0                  |
| Pouso Alegre Futebol Clube       | Pouso Alegre     | -        | Estádio Manduzão                    | 26.000        | 0                  |
| União Luziense Esporte Clube     | Santa Luzia      | 6º       | Estádio Israel Pinheiro             | 8.500         | 0                  |
| Valeriodoce Esporte Clube        | Itabira          | -        | Estádio Israel Pinheiro             | 8.500         | 1 (em 1964)        |

- [a] O Estádio Municipal Starling Soares em Passos foi vetado pela FMF, com isso o Passos FC mandou seus jogos em Divinópolis e Nova Serrana.[2]

## Primeira fase
| Pos | Equipes         | Pts | J  | V | E | D  | GP | GC | SG  | Classificação ou rebaixamento |
| --- | --------------- | --- | -- | - | - | -- | -- | -- | --- | ----------------------------- |
| 1   | Coimbra         | 29  | 12 | 9 | 2 | 1  | 24 | 6  | 18  | Classificados à fase final    |
| 2   | Valeriodoce     | 28  | 12 | 8 | 4 | 0  | 22 | 10 | 12  | Classificados à fase final    |
| 3   | Athletic        | 26  | 12 | 8 | 2 | 2  | 22 | 10 | 12  | Classificados à fase final    |
| 4   | Araxá           | 21  | 12 | 6 | 3 | 3  | 17 | 7  | 10  | Classificados à fase final    |
| 5   | União Luziense  | 21  | 12 | 6 | 3 | 3  | 17 | 10 | 7   | Eliminados                    |
| 6   | Montes Claros   | 19  | 12 | 6 | 1 | 5  | 16 | 13 | 3   | Eliminados                    |
| 7   | Pouso Alegre    | 18  | 12 | 5 | 3 | 4  | 20 | 12 | 8   | Eliminados                    |
| 8   | SE Patrocinense | 16  | 12 | 4 | 4 | 4  | 13 | 15 | -2  | Eliminados                    |
| 9   | Ponte Nova      | 15  | 12 | 3 | 6 | 3  | 15 | 12 | 3   | Eliminados                    |
| 10  | Minas Boca      | 11  | 12 | 3 | 2 | 7  | 13 | 28 | -15 | Eliminados                    |
| 11  | Boston City     | 4   | 12 | 0 | 4 | 8  | 6  | 19 | -13 | Eliminados                    |
| 12  | Passos [b]      | 1   | 12 | 1 | 1 | 10 | 10 | 37 | -27 | Eliminados                    |
| 13  | Betis [a]       | -8  | 12 | 1 | 1 | 10 | 11 | 29 | -18 | Eliminados                    |

[a] O Betis foi punido com a perda de 12 pontos após ser julgado no artigo 214 do CBJD.
[b] O Passos foi punido com a perda de 3 pontos após ser julgado no artigo 214 do CBJD.

## Confrontos
|                 | ARA  | ATH  | BET  | BOS  | COI  | MBO  | MCL  | PAS  | PAT  | PNO  | PSA  | ULU  | VAL  |
| --------------- | ---- | ---- | ---- | ---- | ---- | ---- | ---- | ---- | ---- | ---- | ---- | ---- | ---- |
| Araxá           | —    | 0–2  |      | R-9  | R-12 |      |      | 5–0  |      | 4–1  | 1–0  |      |      |
| Athletic        |      | —    | R-9  | 4–0  |      | R-10 | R-12 |      | 3–0  |      |      | 0–2  |      |
| Betis           | 0–2  |      | —    | R-11 |      |      |      |      | 4–5  | 0–3  | R-12 | 0–4  |      |
| Boston City     |      |      |      | —    | 0–1  |      |      |      | R-10 | 1–1  | 1–1  | R-13 | 0–0  |
| Coimbra         |      | 3–0  | 3–1  |      | —    |      | 2–0  |      | R-11 | R-13 | R-9  |      |      |
| Minas Boca      | 0–1  |      | 3–1  | R-12 | 0–3  | —    |      | 3–1  |      |      |      |      | R-11 |
| Montes Claros   | 1–0  |      | 2–0  | 2–1  |      | R-13 | —    | 2–1  |      |      |      | R-10 |      |
| Passos          |      | R-13 | 1–3  | 2–1  | R-10 |      |      | —    |      |      | 0–5  |      | R-9  |
| SE Patrocinense | R-13 |      |      |      |      | 2–1  | R-9  | 0–0  | —    | 1–1  |      | 0–1  |      |
| Ponte Nova      |      | R-11 |      |      |      | 1–1  | 2–0  | R-12 |      | —    |      | R-9  | 0–1  |
| Pouso Alegre    |      | 1–1  |      |      |      | 5–0  | R-11 |      | 1–2  | R-10 | —    |      | 0–2  |
| União Luziense  | R-11 |      |      |      | 0–3  | 1–1  |      | 3–0  |      |      | 1–2  | —    | R-12 |
| Valeriodoce     | R-10 | 0–0  | R-13 |      | 2–1  |      | 3–1  |      | 2–0  |      |      |      | —    |

| Vitória do mandante; Vitória do visitante; Empate. | Em vermelho os jogos da próxima rodada; Em negrito os jogos "clássicos". |

## Desempenho

### Rodadas na liderança
Clubes que lideraram o campeonato ao final de cada rodada:
| 1   | 2   | 3   | 4   | 5   | 6   | 7   | 8   | 9   | 10  | 11  | 12  | 13  |
| ARA | COI | COI | COI | COI | COI | COI | COI | COI | COI | COI | COI | COI |

### Rodadas na lanterna
Clubes que ficaram na última posição do campeonato ao final de cada rodada:
| 1   | 2   | 3   | 4   | 5   | 6   | 7   | 8   | 9   | 10  | 11  | 12  | 13  |
| PAS | PAS | PAS | PAS | BOS | BET | BET | BET | BET | BET | BET | BET | BET |

## Fase Final
Em itálico, as equipes que foram mandantes do primeiro jogo. Em negrito as equipes que avançaram de fase.
|  | Semifinais 17 a 20 de outubro | Semifinais 17 a 20 de outubro | Semifinais 17 a 20 de outubro | Semifinais 17 a 20 de outubro |       |              | Final 24 de outubro e 27 de outubro | Final 24 de outubro e 27 de outubro | Final 24 de outubro e 27 de outubro | Final 24 de outubro e 27 de outubro |
|  |                               |                               |                               |                               |       |              |                                     |                                     |                                     |                                     |
|  | Araxá                         | 0                             | 2                             | 2 (0)                         |       |              |                                     |                                     |                                     |                                     |
|  | Coimbra (pen)                 | 2                             | 0                             | 2 (3)                         |       |              |                                     |                                     |                                     |                                     |
|  | Coimbra (pen)                 | 2                             | 0                             | 2 (3)                         |       | Coimbra(pen) | 0                                   | 1                                   | 1 (4)                               |                                     |
|  |                               |                               |                               |                               |       | Coimbra(pen) | 0                                   | 1                                   | 1 (4)                               |                                     |
|  |                               | Athletic                      | 0                             | 1                             | 1 (2) |              |                                     |                                     |                                     |                                     |
|  | Athletic                      | Athletic                      | 0                             | 1                             | 1 (2) | 0            | 2                                   | 2                                   |                                     |                                     |
|  | Athletic                      |                               |                               |                               |       | 0            | 2                                   | 2                                   |                                     |                                     |
|  | Valeriodoce                   | 0                             | 1                             | 1                             |       |              |                                     |                                     |                                     |                                     |

## Premiação
| Campeonato Mineiro de 2018 - Segunda Divisão |
| Belo Horizonte                               |
| -------------------------------------------- |
| Coimbra Campeão (1.º título)                 |

## Classificação Geral
| Pos | Equipes         | Pts | J  | V  | E | D  | GP | GC | SG  | Classificação ou rebaixamento                     |
| --- | --------------- | --- | -- | -- | - | -- | -- | -- | --- | ------------------------------------------------- |
| 1º  | Coimbra         | 34  | 16 | 10 | 4 | 2  | 27 | 9  | 16  | Campeão e classificado para o Módulo II 2019      |
| 2º  | Athletic        | 29  | 16 | 8  | 5 | 3  | 25 | 12 | 13  | Vice-campeão e classificado para o Módulo II 2019 |
| 3º  | Valeriodoce     | 29  | 14 | 8  | 5 | 1  | 23 | 12 | 11  | Eliminados nas semifinais                         |
| 4º  | Araxá           | 24  | 14 | 7  | 3 | 4  | 19 | 9  | 10  | Eliminados nas semifinais                         |
| 5   | União Luziense  | 21  | 12 | 6  | 3 | 3  | 17 | 10 | 7   | Eliminados                                        |
| 6   | Montes Claros   | 19  | 12 | 6  | 1 | 5  | 16 | 13 | 3   | Eliminados                                        |
| 7   | Pouso Alegre    | 18  | 12 | 5  | 3 | 4  | 20 | 12 | 8   | Eliminados                                        |
| 8   | SE Patrocinense | 16  | 12 | 4  | 4 | 4  | 13 | 15 | -2  | Eliminados                                        |
| 9   | Ponte Nova      | 15  | 12 | 3  | 6 | 3  | 15 | 12 | 3   | Eliminados                                        |
| 10  | Minas Boca      | 11  | 12 | 3  | 2 | 7  | 13 | 28 | -15 | Eliminados                                        |
| 11  | Boston City     | 4   | 12 | 0  | 4 | 8  | 6  | 19 | -13 | Eliminados                                        |
| 12  | Passos [b]      | 1   | 12 | 1  | 1 | 10 | 10 | 37 | -27 | Eliminados                                        |
| 13  | Betis [a]       | -8  | 12 | 1  | 1 | 10 | 11 | 29 | -18 | Eliminados                                        |

[a] O Betis foi punido com a perda de 12 pontos após ser julgado no artigo 214 do CBJD.
[b] O Passos foi punido com a perda de 3 pontos após ser julgado no artigo 214 do CBJD.